# (I’ve Had) The Time of My Life
(I’ve Had) The Time of My Life ist ein Lied aus dem Soundtrack zum Film Dirty Dancing. Es wurde von Franke Previte, John DeNicola und Donald Markowitz geschrieben. In der Interpretation von Bill Medley und Jennifer Warnes wurde das Lied ein weltweiter Hit.

## Entstehung
Jimmy Ienner vom Millennium Label wurde beauftragt, verschiedene Lieder für den Film-Soundtrack zu Dirty Dancing zu produzieren. Er erinnerte sich an Franke Previte, Komponist und Songwriter der Band Franke & the Knockouts, mit denen er 1981 mit Sweetheart einen Top-Ten-Hit in den amerikanischen Billboard Hot 100 erzielte. Previte lehnte zunächst ab, da er in andere Projekte involviert war, sagte dann aber zu. Ienner lieferte ihm das Grobkonzept der Handlung des Films und forderte ein Mambo-Stück, das langsam beginnen und schnell enden sollte. Previte hatte noch nie einen Mambo komponiert, sodass er das Stück gemeinsam mit dem befreundeten Songwriter John DeNicola schrieb. Die Demoaufnahme fand auf einem Achtspurgerät in der New Yorker Wohnung von Donald Markowitz statt, der zur Komposition einige Schlagzeug-Rhythmen und Akkorde beisteuerte. Ienner gefiel das instrumentale Demo und er beauftragte Previte, einen Liedtext dazu zu verfassen. Dieser entstand nach Erinnerungen von Previte während einer Autofahrt durch New York, als ihm spontan die Textzeile „the time of my life“ einfiel.
Das Songwriter-Trio schrieb mit Hungry Eyes noch ein weiteres Stück für den Film Dirty Dancing.
Zunächst wollte Previte das Lied selber einsingen, Ienner hatte sich aber bereits für Bill Medley entschieden. Nach längerem Hin und Her konnte Medley überzeugt werden, das Stück aufzunehmen. Die Sessions wurden auf sein Drängen hin von New York nach Los Angeles verlegt, weil Medleys Ehefrau Paula hochschwanger war und Medley sich nicht zu weit von ihr entfernen wollte. Für den weiblichen Gesang fiel die Wahl auf Jennifer Warnes. Medley erinnerte sich später, dass er Warnes nie zuvor persönlich getroffen hatte und es trotzdem die Aufnahme seiner Karriere war, die am wenigsten Zeit in Anspruch genommen hatte.

## Trackliste
| Nr. | Titel                             | Länge |
| --- | --------------------------------- | ----- |
| 1.  | (I’ve Had) The Time of My Life    | 4:47  |
| 2.  | Love Is Strange (Mickey & Sylvia) | 2:52  |

| Nr. | Titel                                       | Länge |
| --- | ------------------------------------------- | ----- |
| 1.  | (I’ve Had) The Time of My Life              | 4:47  |
| 2.  | In the Still of the Night (The Five Satins) | 2:59  |
| 3.  | Love Is Strange (Mickey & Sylvia)           | 2:53  |
| 4.  | Overload (Zappacosta)                       | 3:39  |

## Auszeichnungen
(I’ve Had) The Time Of My Life gewann
- bei der Oscarverleihung 1988 in der Kategorie Bester Song,
- einen Grammy bei den Grammy Awards 1988 in der Kategorie Beste Darbietung eines Duos oder einer Gruppe mit Gesang - Pop und
- einen Golden Globe Award 1988 in der Kategorie Golden Globe Award/Bester Filmsong.

## Kommerzieller Erfolg

### Chartplatzierungen
| ChartsChartplatzierungen       | Höchstplatzierung | Wochen |
| ------------------------------ | ----------------- | ------ |
| Deutschland (GfK)              | 5 (22 Wo.)        | 22     |
| Österreich (Ö3)                | 3 (14 Wo.)        | 14     |
| Schweiz (IFPI)                 | 5 (15 Wo.)        | 15     |
| Vereinigte Staaten (Billboard) | 1 (21 Wo.)        | 21     |
| Vereinigtes Königreich (OCC)   | 6 (23 Wo.)        | 23     |

| ChartsJahrescharts (1987)      | Platzierung |
| ------------------------------ | ----------- |
| Vereinigte Staaten (Billboard) | 27          |

| ChartsJahrescharts (1988) | Platzierung |
| ------------------------- | ----------- |
| Deutschland (GfK)         | 25          |
| Österreich (Ö3)           | 28          |

### Auszeichnungen für Musikverkäufe
| Land/Region                  | Auszeichnungen für Musikverkäufe (Land/Region, Auszeichnung, Verkäufe) | Verkäufe  |
| ---------------------------- | ---------------------------------------------------------------------- | --------- |
| Australien (ARIA)            | Gold                                                                   | 35.000    |
| Brasilien (PMB)              | Gold                                                                   | 30.000    |
| Dänemark (IFPI)              | Platin                                                                 | 90.000    |
| Deutschland (BVMI)           | Gold                                                                   | 250.000   |
| Italien (FIMI)               | Gold                                                                   | 25.000    |
| Kanada (MC)                  | Gold                                                                   | 50.000    |
| Neuseeland (RMNZ)            | 2× Platin                                                              | 60.000    |
| Niederlande (NVPI)           | Platin                                                                 | 100.000   |
| Spanien (Promusicae)         | Gold                                                                   | 30.000    |
| Vereinigte Staaten (RIAA)    | Gold                                                                   | 500.000   |
| Vereinigtes Königreich (BPI) | Platin                                                                 | 600.000   |
| Insgesamt                    | 7× Gold · 5× Platin ·                                                  | 1.770.000 |

## Coverversionen
- 1987: The John Morris Orchestra
- 1988: Flavor
- 1994: Alan Devito
- 1994: Bill Broughton & Orchestra of the Americas
- 1994: The Beat Street
- 1995: Moonlight Orchestra
- 1995: David Hasselhoff & Patricia Paay
- 1996: Greg Vail
- 1996: London Starlight Orchestra
- 1997: Countdown Singers
- 1998: London Ensemble
- 1999: Martin Nievera
- 2000: The Lettermen
- 2001: Monsta
- 2001: Hit Crew
- 2001: East Coast Band
- 2002: Peter Wackel
- 2002: LMF
- 2003: Nathan Parker
- 2004: Barbara Schöneberger feat. Dirk Bach
- 2005: Solid Love
- 2005: Top Four
- 2006: Katie Price feat. Peter André
- 2010: DSDS-Stars 2010
- 2010: Glee
- 2012: Panzerballett
- 2014: Joe McElderry und Kerry Ellis

## Samplenutzung
The Black Eyed Peas - The Time (Dirty Bit) (2010)
Auszeichnungen für Musikverkäufe

| Land/Region                  | Auszeichnungen für Musikverkäufe (Land/Region, Auszeichnung, Verkäufe) | Verkäufe  |
| ---------------------------- | ---------------------------------------------------------------------- | --------- |
| Australien (ARIA)            | 3× Platin                                                              | 210.000   |
| Belgien (BRMA)               | Platin                                                                 | 30.000    |
| Dänemark (IFPI)              | Gold (Single) · + Gold (Streaming)                                     | 15.000    |
| Deutschland (BVMI)           | 3× Gold                                                                | 450.000   |
| Frankreich (SNEP)            | Platin                                                                 | 250.000   |
| Italien (FIMI)               | Platin                                                                 | 30.000    |
| Japan (RIAJ)                 | Gold                                                                   | 100.000   |
| Neuseeland (RMNZ)            | Platin                                                                 | 15.000    |
| Schweden (IFPI)              | 3× Platin                                                              | 120.000   |
| Schweiz (IFPI)               | 2× Platin                                                              | 60.000    |
| Spanien (Promusicae)         | Platin                                                                 | 40.000    |
| Südkorea (KMCA)              | —                                                                      | 364.440   |
| Vereinigtes Königreich (BPI) | Platin                                                                 | 600.000   |
| Insgesamt                    | 4× Gold · 15× Platin ·                                                 | 2.284.440 |

Hauptartikel: The Black Eyed Peas/Auszeichnungen für Musikverkäufe